# ハンサ・ジブラージ・メフタ
ハンサ・ジブラージ・メフタ (グジャラート語: હંસા જીવરાજ મહેતા・英: Hansa Jivraj Mehta 1897年7月3日-1995年4月4日)は インドの改革主義者、社会活動家、教育者、独立運動活動家、フェミニストで作家である。

## 前半生
ハンサ・メフタは1897年7月3日生まれ、ナガールのブラフミンの出身である。父は旧バローダー州とビーカネール地域の行政官を務めたマヌバーイ・メフタ Manubhai Mehta (1868年生–1946年没 インドの星勲章受勲者) であり、祖父は小説家で著書『Karan Ghelo』(1866年刊行) はグジャラート語で出版された書籍第1号。 
メフタはイギリスの大学でジャーナリズムと社会学を学び1918年に哲学専攻で卒業する。帰国後の1922年サロージニー・ナーイドゥに、後年マハトマ・ガンジーに面識を得る。 
著名な医師で初代グジャラート州知事につくジブラージ・ナラヤン・メフタ Jivraj Narayan Mehta (1887年生–1978年没) と結婚。ハンサ・メフタの父方の親戚 Sumant Mehta (1877年生–1968年没) は旧藩王国時代に藩王のお抱え医師として仕え、イギリス統治時代に社会運動から独立運動に向かった人物である。 

## 経歴

### 政治、教育、運動

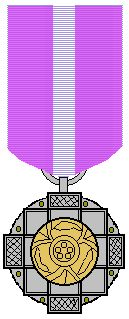
パドマ・ブーシャン章

ハンサ・メフタはピケを組織して輸入品の衣料や酒類を販売する店に不買運動で抗議し、マハトマ・ガンジーの助言に従ってインド独立運動に参加するようになる。1932年には夫とともにイギリス人に逮捕され、投獄された経験がある。後にボンベイ立法評議会に選出された。 
インド独立後はインド憲法起草議会の一員として15人の女性議員に名を連ねると草案作りに参加 、基本的人権擁護に関する諮問委員会と小委員会の委員も務めた。メフタはインドの女性の平等と正義を主張した。 
メフタは1926年にムンバイ教育委員会に選出され、1945-1946年に全インド女性会議会長を務める。その総会がハイデラバードで開催されると、会長演説で女性の権利憲章を提案した。インド教育界において1945年から1960年に要職を歴任、特筆するべきはSNDT女子大学副学長 (英語版)、全インド中等教育協会の委員、インド大学連合理事長とマハラジャ・サヤジラオ大学副学長 (英語版・所在地：ヴァドーダラー) である。 
1946年にインド代表として女性の地位に関する国連分科会へ派遣され、世界人権宣言の草稿を協議した国連人権委員会にインド代表（1947-1948年）として出席、エレノア・ルーズベルト案の文言「すべての人（men）は平等に作られる」から「すべての人間（human）」に修正するようメフタが提議し採用された。1950年には男女共同参画の必要性を強調しつづけた功績により同委員会副委員長に就任、またユネスコ執行役員も務めた。

### 著述家として
主な著作は、グジャラート語の児童書に『アルンの素晴らしい夢』(Arunnu Adbhut Swapna 1934年)、『バブラの偉業』(Bablana Parakramo 1929年)、『幼稚園』第1巻-第2巻 (Balvartavali 1926年、1929年) など。英語への翻訳では『ヴァールミーキのラーマーヤナ』があり、『少年の巻』『森林の巻』と『美の巻』を手がける。また『ガリバー旅行記』をはじめ、多くの英語の物語をグジャラート語に訳している。メフタはまたシェークスピアの戯曲を数本、改作してもいる。エッセイは『いくつかの記事』（Ketlak Lekho 1978年）に編まれて出版された。 

## 栄誉
1959年  パドマ・ブーシャン勲章 (Padma Bhushan) 社会活動に対して

## 主な著作
- Post-war educational reconstruction: with special reference to women's education in India. (----) Bombay : Pratibha OCLC 48328021 （英語）
- Traṇa nāṭako. (1926). Mumbaī : Haṃsā Mhetā OCLC 41051797 （グジャラート語）
- Mehta, Hansa ; Swift, Jonathan. Goḷībāranī musāpharī. Vaḍodarā : Bālajīvana Kāryālaya (1931) OCLC 38143737 （グジャラート語）
- Rukmiṇī. (1933). Vaḍodarā : Ārya Sudhāraka Presa OCLC 38146975 （グジャラート語）
- Aruṇanuṃ adbhuta svapna. (1934). Mumbaī : Haṃsā Mahetā OCLC 34302217 （グジャラート語）
  - Mehta, S. Haṅsa. (1950). Arunnanu adbhuta svapṅa. Ahmedabad, India : Gujar Granth Ratna Karyalaya OCLC 798280350 （グジャラート語）
- Bāḷavārtāvali. (1939). Mumbaī : Sola ejaṇṭa, Śishṭa Sāhitya Bhaṇḍāra OCLC 37520092 （グジャラート語）
- Himālaya svarūpa ane bījaṃ nāṭako. Śishṭa. （グジャラート語）
- The Woman under the Hindu Law of Marriage & Succession. (1944). p.52, Bombay : Pratibha Publications. OCLC 752614477 （英語）
- Hansa, Mehta. (ed.) "Civil liberties". (1945). for the All-India Women's Conference, Aundh : Aundh Pub. Trust, OCLC 62614613 （英語）
- King of Ujjainī ; VIKRAMĀDITYA Haṃsā ; Mehta, Hansa. The Adventures of King Vikrama. (Selections from Ṣāmala Bhaṭa's Gujarati version of Siṃhāsana-batrīsī. With plates.) (1948). Bombay : Oxford University Press, pp.vii, 150. OCLC 503783112 （英語）
  - Mehta, Hansa ; Shukla, V. K. Adventures of King Vikrama. (1954) London : Oxford Univ. Press, OCLC 551829319 （英語）
- Trana natako ane bijam. (1956). OCLC 83589713（グジャラート語）
- Une femme d'aujourd'hui: roman. (1966). Paris : Albin Michel. OCLC 58992586 （フランス語）
- Sarma, D.S. ; Mehta, Hansa. The prince of Ayodhya. New Delhi : National Book Trust, India : Chief stockists in India, Thomson Press (India) (1974). OCLC 7609419 （英語）
  - Ayotiyin iḷavarasan. (2004). Delhi National Book Trust, ISBN 978-81-237-4211-3 OCLC 226217889 （タミル語）
- Mehta, Hansa ; Cimanalāla, Candravadana ; Sitāṃśu, Yaśaścandra. Keṭalāka lekha. Mumbaī : Phārbasa Gujarātī Sabhā (1977) OCLC 40562864 （グジャラート語）
- Indian woman. (1981). New Delhi : Butala OCLC 987877729 （英語）
- Mehta, Hansa ; Collodi, Carlo. Bavlana prakramo. Rajkot : Pravin Rajkot (1993)  OCLC 59900007 （グジャラート語）
- Ram Katha. (1993). Delhi : National Book Trust. OCLC 60101616 （ヒンディー語）
- Ayotiyin iḷavarasan. (2004). Delhi : National Book Trust. ISBN 978-81-237-4211-3 OCLC 226217889 （タミル語）